# Castillo de Zahínos

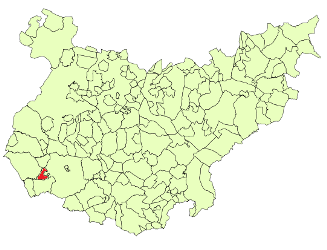
Ubicación de Zahinos en la provincia de Badajoz.

El Castillo de Zahinos es una edificación defensiva cuyos sus orígenes se remontan a la mitad del siglo XV. Se encuentra en la parte más alta de la localidad de Zahinos, en el término municipal del mismo nombre, en la provincia de Badajoz, de cuya capital dista 71 km, Comunidad Autónoma de Extremadura, en la Comarca de Sierra Suroeste. La localidad parece tener un origen templario. Tras la reconquista, Jerez de los Caballeros se convirtió en capital del «Bailiato» que según el acta del Capítulo celebrado en 1272 por los Caballeros del Temple, incluía diversas localidades próximas, entre ellas Zahinos. Debido a ello en esta población tiene un fuero propio denominado Fuero de Baylío.
Históricamente su nombre era «Castro Fuerte». Se trataba de una fortificación militar construida en la cima de un cerro. La ciudad actual ha crecido alrededor de este castillo del que solo se conserva una torre adosada al edificio del ayuntamiento. Se trata de una torre cilíndrica que fue construida en el siglo XV. Toda ella es de mampostería y se apoya en una base, también cilíndrica de poca altura, 1,5 metros aproximadamente y de diámetro ligeramente superior al de la torre. Con esta configuración, parece que la torre está apoyada en una especie de podio y elevada respecto al suelo.
Con la única existencia de la torre no resulta fácil imaginar la forma del antiguo castillo. Además se le añadieron elementos extraños a una fortificación como una balaustrada de coronación si bien no hay duda sobre el carácter castrense del edificio.